# نيكولاس شكسبير
نيكولاس شكسبير (بالإنجليزية: Nicholas Shakespeare)‏‏ (3 مارس 1957 في ورسستر - ) صحفي، وكاتب، وروائي من المملكة المتحدة.

## الجوائز
- زميل في الجمعية الملكية للأدب

## روابط خارجية
- نيكولاس شكسبير على موقع IMDb (الإنجليزية)
- نيكولاس شكسبير على موقع مونزينجر (الألمانية)
- نيكولاس شكسبير على موقع قاعدة بيانات الفيلم (الإنجليزية)